# Triathlon ai III Giochi olimpici giovanili estivi
Le gare di triathlon ai III Giochi olimpici giovanili estivi sono state disputate nel Parque Tres de Febrero di Buenos Aires dal 7 all'11 ottobre. Sono state assegnate le medaglie nella gara maschile, nella gara femminile e nella gara mista.

## Podi
| Evento          | Oro                                                                     | Perform. | Argento                                                                     | Perform. | Bronzo                                                              | Perform. |
| Ragazzi         | Dylan McCullough                                                        | 53'27"   | Alexandre Montez                                                            | 53'39"   | Alessio Crociani                                                    | 53'45"   |
| Ragazze         | Amber Schlebusch                                                        | 58'45"   | Sif Bendix Madsen                                                           | 58'56"   | Anja Weber                                                          | 59'36"   |
| Staffetta mista | Europa 1 Sif Bendix Madsen Alessio Crociani Anja Weber Alexandre Montez | 1h26'12" | Oceania 1 Charlotte Derbyshire Dylan McCullough Brea Roderick Joshua Ferris | 1h26'32" | Europa 3 Marie Horn Henry Graf Emilie Noyer Igor Bellido Mikhailova | 1h28'59" |